# Rivière Weller
Rivière Weller är ett vattendrag i Kanada.   Det ligger i provinsen Québec, i den sydöstra delen av landet, 300 km nordost om huvudstaden Ottawa.
I omgivningarna runt Rivière Weller växer i huvudsak blandskog. Runt Rivière Weller är det mycket glesbefolkat, med 7 invånare per kvadratkilometer.